# Joseph Würth
Joseph Würth (* 17. März 1900; † 12. Oktober 1948) war ein deutscher Verleger.

## Leben
Joseph Würth, auch „Pepi“ genannt, war das jüngste der fünf Kinder des Dr. phil. Johann Viktor Ernst Würth (1861–1923) und der Maria Victoria Franziska, geb. Fischer (1864–1953). Er besuchte das Ludwig-Georgs-Gymnasium in Darmstadt und legte dort am 22. Februar 1918 das Abitur ab. Bis 1920 studierte er in Frankfurt am Main Kunstgeschichte; 1919, 1921 und 1925 unternahm er Reisen nach Italien, die vielleicht im Zusammenhang mit seinen Studien standen.
1929 heiratete er Charlotte Weygandt. Bei einem Luftangriff auf Darmstadt wurde Würths gesamter Besitz einschließlich Werkstatt und Druckerpresse am 11. September 1944 zerstört. Kasimir Edschmid besorgte Joseph Würth, seiner Frau und seiner Mutter eine Unterkunft in Ruhpolding. 1946 zog die Familie zurück nach Darmstadt, diesmal in die Alicenstraße. Die Handpresse wurde repariert, aber von Würth nicht wieder in Betrieb genommen. 1948 starb er nach kurzer, schwerer Krankheit. Joseph Würth wurde auf dem Waldfriedhof Darmstadt (Grabstelle: L 8b 130) bestattet.

## Werk
Joseph Würth gründete am 6. August 1915 im Alter von 15 Jahren auf dem Dachboden seines Darmstadter Elternhauses in der Hoffmannstraße 19 die Zeitschrift Die Dachstube. Hervorgegangen war das Unternehmen aus einem Kreis literarisch interessierter Gymnasiasten, von denen die älteren in den Ersten Weltkrieg ziehen mussten, ehe sie verlegerisch hatten tätig werden können. Würths Mitschüler am Gymnasium F. C. Lehr, Ludwig Breitwieser, Karl Roller und Ernst Müller unterstützten ihn bei der Gründung der Zeitschriften bzw. des Verlags. Sie sollten später alle der Darmstädter Sezession angehören. Nachdem die ersten Ausgaben noch hektografiert worden waren, schaffte man bald eine Druckerpresse und einen Setzkasten an und verbreitete Die Dachstube und später, ab November 1918, Das Tribunal im Druck. Würth hatte sich beim Drucker Menzlaw in der Darmstadter Hügelstraße in das Handwerk des Druckens einführen lassen und legte sich dann eine Bostonpresse zu.
Mitarbeiter der Zeitschriften waren unter anderem Max Beckmann, Carlo Mierendorff, Theodor Haubach, Hans Schiebelhuth, Kasimir Edschmid, Oskar Kokoschka, Max Krell, René Schickele, Ernst Toller und Fritz Usinger. Diese Autoren veröffentlichten z. T. auch später noch bei Joseph Würth.
Carl Zuckmayer würdigt Joseph Würth in seinen Erinnerungen: „Dann, mitten im Krieg, 1915, wurde von den Sekundanern des Jahrgangs 1900 […] der Plan verwirklicht. Der Motor dieser Unternehmung war ein damals Fünfzehnjähriger namens Joseph Würth, ein genialer Bastler, ein […] fanatischer Bibliophile, […] ein enthusiastischer Liebhaber der Künste, dabei ein kühl und scharf denkender, kritischer Kopf, mit feurigem Herzen, klarem Verstand und unbedenklicher Tatkraft, mit einem Wort: der geborene Verleger.“
1917 brachte der „Historische Verein für das Großherzogtum Hessen“ eine Schrift von Johann Viktor Ernst Würth mit dem Titel Das Großherzoglich Hessische Wappen in seiner geschichtlichen Entwicklung heraus. Das Titelbild stammte von Joseph Würth. Im selben Jahr gewann dieser den mit 200 Mark dotierten zweiten Preis in einem Wettbewerb, zu dem er einen Verpackungsentwurf für Marka Astra eingesandt hatte. Neben Ludwig Breitwieser war Würth der Hauptillustrator der Dachstube. Neben der Dachstube brachte er die Buchreihen Die kleine Republik und Bücher der Dachstube heraus, später verlegte er dann das von Mierendorff herausgegebene Tribunal. Die ersten Kataloge der Darmstädter Sezession sowie deren Gründungsmanifest druckte Würth ebenfalls. 1927 wurde der Dachstuben-Verlag in Darmstädter Verlag – Handpresse Joseph Würth umbenannt, doch schon 1921 war auch der Darmstädter Verlag in Erscheinung getreten, in dem Würth die Theaterblätter Das neue Forum herausbrachte.
Würths handgedruckte Bücher wurden von Sammlern und Liebhabern sehr geschätzt. In der Regel gab er eine Auflage von 250 Exemplaren heraus, in den späteren Jahren auch Auflagen von 500 oder 1000 Exemplare. Eine Ausnahme bildeten die Carmina Burana, die er dreisprachig in einer Auflage von 1700 Stück anbot. Sie waren schon vor dem Erscheinen ausverkauft, wurden jedoch vor Auslieferung an die Kunden durch Kriegseinwirkung zerstört. Nur das Andruckexemplar mit den von Carl Orff eigenhändig geschriebenen Noten und den Illustrationen von Eva Schwimmer blieb erhalten.
Das erste Buch im Darmstädter Verlag war der Gedichtband Irdisches Gedicht von Fritz Usinger. Er war mit vier Radierungen von Carl Gunschmann illustriert. Bis 1931 brachte Würth ferner fünf Bücher von Edschmid heraus, die von Erna Pinner illustriert waren, und Das Drama von Panama, dessen Illustrator Rössner war. Danach wechselte Edschmid, dessen Werke zu umfangreich für den Handdruck geworden waren, zu anderen Verlegern, bis 1947 seine Italienischen Gesänge wieder bei Würth herauskamen. Von Fritz Usinger kamen unter anderem Das Wort (1931), Die Stimmen (1934), Die Geheimnisse (1937), Geist und Gestalt (1939), Hermes (1941), Das Glück (1947) und Das Wirkliche (1948) bei Würth heraus. Usingers Bücher waren nicht illustriert, obwohl Würth ab 1938 großformatige, von Albert Schaefer-Ast, Hans Meid und Max Unold illustrierte Bände herauszubringen pflegte. Von Kubin wurde Schiebelhuths Schalmei vom Schelmenried illustriert. Fritz Kredel illustrierte die 1935 gedruckte Neuausgabe der Militärsatire Leben, Wirken und Ende weiland seiner Excellenz des Freiherrn Leberecht von Knopf von Wilhelm von Ploennies. Von Eva Schwimmer stammten die Illustrationen zu Carl Michael Bellmanns Bacchanal im Grünen, einer Gedichtsammlung, die Carlo Mierendorff unter dem Pseudonym Carl Willmer neu übersetzt hatte.
Um seinen Verlag unter den schwierigen Bedingungen der Kriegszeit nicht aufgeben zu müssen, ließ Würth den von Henriette von Schirach herausgegebenen Almanach Ein gutes Jahr 1944, eine Weihnachtsgabe des Kriegsbetreuungsdienstes, in seinem Verlag erscheinen. Nach Kriegsende veröffentlichte er zwei Jahrgänge der Jugendzeitschrift Helle Segel; ferner arbeitete er in der Zeit der Besatzung nach dem Zweiten Weltkrieg auch mit Eugen Claassen zusammen. Die Verlagsbenennung Claassen und Würth, Darmstadt, hatte taktische Gründe: Claassen erhielt in der amerikanischen Zone keine Veröffentlichungsgenehmigung. 1947 kam auch ein Erinnerungsband für Carlo Mierendorff heraus. Würth gab ihn zusammen mit Fritz Usinger heraus. Schon nach Würths Tod kam der erste Band einer geplanten, aber nicht mehr vollständig erschienenen Gesamtausgabe der Werke Hans Schiebelhuths in dem Verlag heraus. Neben Monographien brachte Würth auch Anthologien heraus, so 1931 die etwa 400 Seiten starke Anthologie österreichischer Lyrik und 1932 Dreißig tschechische Erzähler.

## Nachwirkung

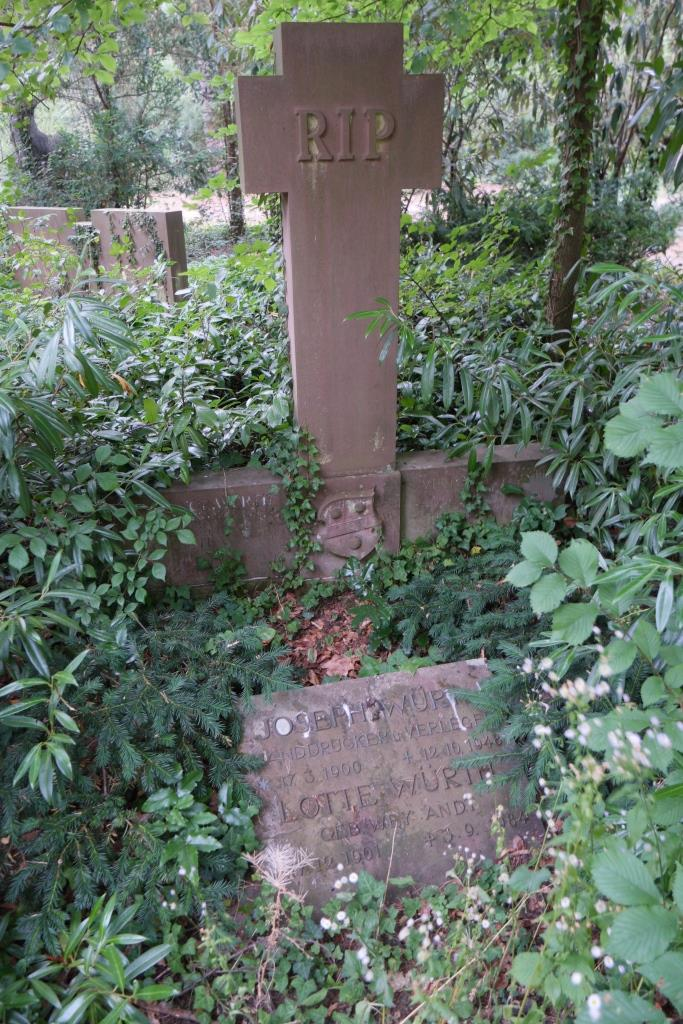
Grab des Verlegers Joseph Würth (1900–1948) auf dem Waldfriedhof in Darmstadt

1940 brachten Schiebelhuth und Usinger den Preisgesang zweier dankbarer Autoren zum Jubeljahr 25 ihres wenig bekannten Verlages heraus, zu dem Würth auch einen Kommentar beitrug.
1956 wurde der Würthweg in Darmstadt nach Joseph Würth benannt.